# 2026年冬季奥林匹克运动会科索沃代表团
2026年冬季奧林匹克科索沃代表團是科索沃所派出的第25届冬季奥林匹克运动会代表團。這是科索沃第三次參加冬季奧運會。

## 高山滑雪
科索沃已有一男及一女取得高山滑雪參賽資格。